# 21 Arietis
21 Arietis, som är stjärnans Flamsteed-beteckning, är en dubbelstjärna belägen i den mellersta delen av stjärnbilden Väduren. Den har en kombinerad skenbar magnitud på ca 5,57 och är svagt synlig för blotta ögat där ljusföroreningar ej förekommer. Baserat på parallaxmätning inom Hipparcosuppdraget på ca 19,6 mas, beräknas den befinna sig på ett avstånd på ca 167 ljusår (ca 51 parsek) från solen. Den rör sig närmare solen med en heliocentrisk radialhastighet av ca -47 km/s.

## Egenskaper
Primärstjärnan 21 Arietis A är en gul till vit jättestjärna av spektralklass F6 V. Den har en massa som är ca 1,3 solmassor, en radie som är ca 3 solradier och utsänder ca 13 gånger mera energi än solen från dess fotosfär vid en effektiv temperatur av ca 6 300 K.
21 Arietis ansågs ursprungligen (1981) vara en trippelstjärna, eftersom dess omlopp förutspådde en massa större än vad som förväntades av dess spektraltyp F6 V. Detta avvisades senare eftersom avståndet till stjärnan var överskattat. Medan man observerade dess spektrum, fann man dock att en jätteplanet kan orsaka variationer i stjärnans radiella hastighet. Den påstådda exoplaneten skulle ha en massa på 1,40 ± 0,36  MJ, en omloppsperiod på 925 dygn i ett omlopp kring primärstjärnan. Stjärnparet kretsar kring varandra med en omloppsperiod på 23,70 år och en excentricitet på 0,68.